# Gomer Berry, 1.º Visconde Kemsley
James Gomer Berry, 1.º Visconde Kemsley (7 de maio de 1883 - 6 de fevereiro de 1968) foi um empresário e publicador de jornais galês.
Gomer Berry era o terceiro de três irmãos de Merthyr Tydfil. Ele foi originalmente um dos donos do Daily Telegraph, ao lado de seu segundo irmão, William, e do Barão Burnham.
Fundou Kemsley Newspapers, que foi proprietária durante certo tempo do Sunday Times, dos tablóides Daily Sketch e Sunday Graphic.
Gomer foi feito baronete (1928), barão (1936) e Visconde Kemsley (1945). Seu sucessor foi seu filho mais velho, Lionel Berry. Seu filho mais jovem, Sir Anthony Berry, um político conservador, foi morto pelo IRA, no bombardeamento do hotel Brighton, em 1984.